# Ommata malacodermoides
Ommata malacodermoides là một loài bọ cánh cứng trong họ Cerambycidae.